# 董承

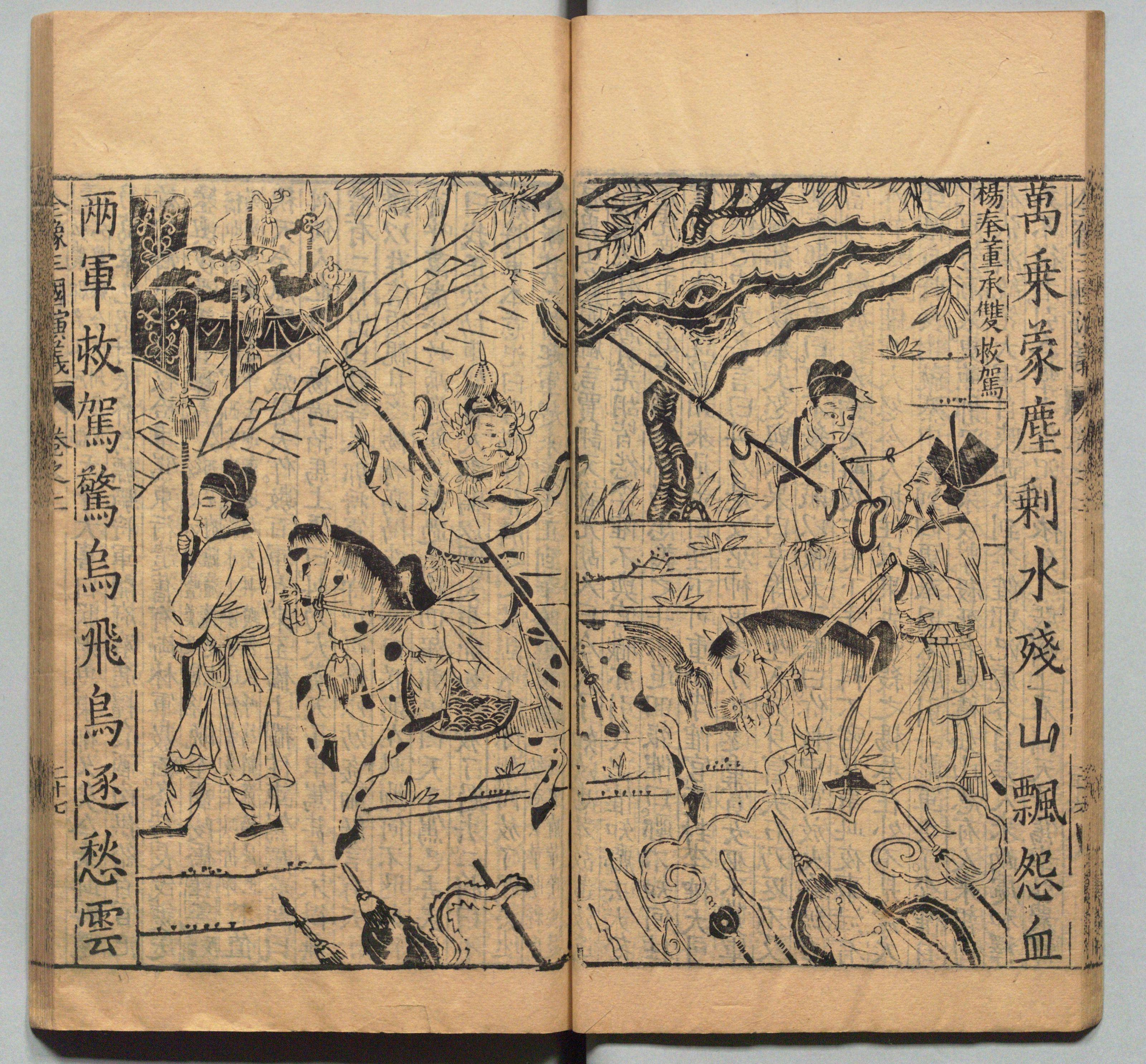
周曰校插图版《三国志通俗演义》中的董承救驾

董承（？—200年2月11日），東漢末年外戚，漢獻帝妃子董贵人的父亲，官拜車騎將軍。

## 生平
兴平二年（195年），汉献帝东归，被李傕、郭汜等人追击，献帝军战败，皇后伏寿等步行跟随，时伏寿手持缣布数匹，董承派符节令孙徽以刀刃胁逼将其夺去，更杀害伏寿身侧的侍从，鲜血溅在伏寿的衣服上。后曹操派曹洪迎驾天子，董承又和袁术部将苌奴联合阻拦曹洪。
后来曹操迎献帝到许昌，挾天子以令諸侯，總攬權政，漢獻帝形同傀儡皇帝。建安五年（200年）董承向劉備稱自己收到漢獻帝要誅殺曹操的衣帶詔，但劉備卻一無所動。不久曹操跟劉備一起吃飯，曹操從容地對劉備說：“現今天下的英雄，只有閣下你劉備跟我曹操而已。像袁紹那一類的，根本不夠資格可以算英雄。”此時劉備正在吃東西，一聽到這句話之後，驚慌得掉下筷子。後來董承、刘备、長水校尉輯、將軍吳子蘭、王子服（一作王服）等人密謀除去曹操，但事機敗露被曹操殺害，除在外起兵的刘备外，都被夷三族，怀孕的董贵人也被绞杀。

## 家庭
- 董贵人，董承之女（三國演義中稱妹妹），汉献帝嫔妃。

## 关系
按《三国志·裴松之注》称，董承是汉灵帝母董太后之侄。
近代人卢弼《三国志集解》引用赵一清（1711年－1764年）的说法，董承为董卓女婿牛辅部曲将，并非董太后亲族。

## 评价
- 《通鉴辑览》：「董承智不及王允，而欲效图卓之举，非独自杀其身，适足以危其主，所谓志可矜而智不逮者也。然操之得入，本由董承，与正名讨贼者不可同日语矣。」
- 罗贯中：「密诏传衣带，天言出禁门。当年曾救驾，此日更承恩。忧国成心疾，除奸入梦魂。忠贞千古在，成败复谁论。」
- 王夫之：「董承者，与乱相终始，无定虑而好逞其意计者也。」
- 蔡东藩：「李傕郭汜，贼也；张济杨奉董承，亦无一非贼；至如李乐韩暹胡才，则固以贼自鸣，更不足道矣。」

## 艺术形象

### 《三国演义》
董承被描绘成对汉献帝无比忠诚的大臣。献帝东归洛阳，郭汜欲劫献帝至郿县，而护卫献帝的杨奉战况不利，危急时候身为国戚的董承率兵救驾，击败郭汜。后李傕、郭汜合力前来追赶献帝，董承与杨奉竭力死战，成功护卫献帝东归洛阳。

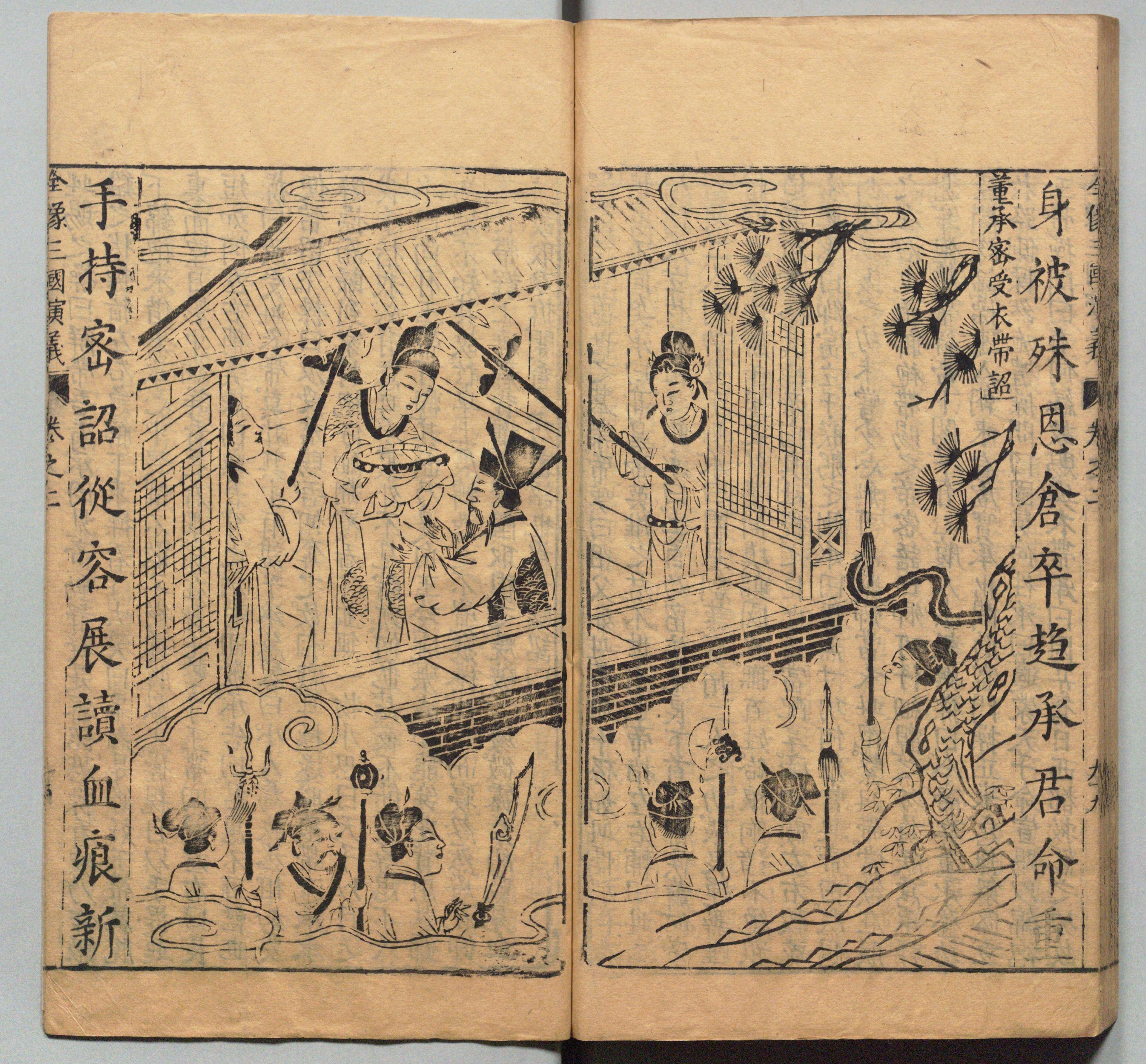
董承密受衣帶詔

曹操接献帝回许县后，专国弄权，擅作威福，献帝血写诏书密付董承，望董承能诛杀曹操，匡扶汉室。董承于是与马腾、王子服、种辑、吴硕、吴子兰、刘备共谋杀曹操。后得太医吉平帮助，欲在治曹操头风病时下毒杀之，不料家奴秦庆童因不满董承将密谋告知曹操，董承全家因之全被曹操诛杀。

### 漫畫
- 《蒼天航路》（王欣太）

### 影视
- 1994年电视剧《三国演义》：刘龙饰演董承
- 2004年电视剧《武圣关公》：史佳成饰演董承
- 2010年电视剧《三国》：高宝松饰演董承
- 2014年电视剧《曹操》：李明饰演董承
- 2017年电视剧《大軍師司馬懿之軍師聯盟》：赵彦民饰演董承